# Spasme du sanglot
 Mise en garde médicale
Le spasme du sanglot est un trouble non épileptique paroxysmal bénin se produisant chez les enfants, généralement entre 6 mois et 4 ans,.

## Épidémiologie
Il survient plus fréquemment chez les enfants de 6 à 18 mois, avec un pic à 2 ans. Les garçons sont autant affectés que les filles. Le spasme disparait à l'âge de 4 ans dans 50% des cas, 8 ans dans 83% des cas, et pour les autres persistent à l'âge adulte. Il est estimé que quasiment 5% des enfants pourrait rencontrer ce phénomène,,.

## Étiopathogénie
Son étiopathogénie n'est pas connue mais est probablement multifactorielle.
Une composante génétique est notamment évoquée, puisque dans 20 à 35% des cas l'enfant a un antécédent familial de spasme du sanglot. Il existe également une association avec plusieurs syndromes génétiques, tels que le syndrome de microdélétion 16 p11.2 distale et le syndrome de Riley-Day. Une transmission autosomique à pénétrance incomplète est suspecté dans les formes sévères.

## Diagnostic
Lors de pleurs importants, causés par un bouleversement émotionnel ou une blessure mineure, l'enfant retient sa respiration pendant quelques secondes, provoquant une cyanose ou une pâleur, puis un malaise pouvant aller jusqu'à la syncope, suivie parfois de convulsions avec retour rapide à la conscience. Les spasmes ne sont pas intentionnels et sont secondaires à un réflexe involontaire,.
Certains médecins recommandent la réalisation d'un électrocardiogramme lors d'un premier épisode pour éliminer un syndrome du QT long, et le dépistage d'une éventuelle anémie ferriprive voire de supplémenter directement en fer,.

## Prise en charge
Pour certains enfants, les spasmes peuvent être calmés par un souffle fort ou un linge froid sur le visage,.

## Complications
Bien qu'impressionnant, le spasme du sanglot est sans conséquence pour l'enfant et sa fréquence diminue en grandissant. Les enfants ne subissent pas de dommage neuronal et leur développement psychomoteur n'est pas affecté,,.
Ils n'ont pas de risque majoré de développer une épilepsie,.